# Bannegon
Bannegon är en kommun i departementet Cher i regionen Centre-Val de Loire i de centrala delarna av Frankrike. Kommunen ligger  i kantonen Charenton-du-Cher som tillhör arrondissementet Saint-Amand-Montrond. År 2022 hade Bannegon 246 invånare.

## Sevärdheter
På gränsen mellan Berry och Bourbonnais ligger Château de Bannegon, klassat som historiskt monument sedan 1936.

## Befolkningsutveckling
Antalet invånare i kommunen Bannegon
Referens:INSEE